# Нотика
Нотика — река в России, протекает по Кингисеппскому району Ленинградской области. Впадает в Лугу с левого берега в 39 км от её устья, между деревнями Пулково и Извоз. Длина реки, берущей начало чуть южнее полотна железной дороги линии Мга — Ивангород, составляет 14 км.

## Данные водного реестра
По данным государственного водного реестра России относится к Балтийскому бассейновому округу, водохозяйственный участок реки — Луга от в/п Толмачево до устья. Относится к речному бассейну реки Нарва (российская часть бассейна).
Код объекта в государственном водном реестре — 01030000612102000026640.